# Robert Joffrey
Robert Joffrey, nome alla nascita Anver Bey Abdullah Jaffa Khan, (Seattle, 24 dicembre 1930 – New York, 25 marzo 1988), è stato un ballerino, coreografo, produttore teatrale e maestro di balletto statunitense; è stato il cofondatóre del Joffrey Ballet, noto per i suoi balletti moderni molto fantasiosi. Il padre era un pashtun proveniente dall'Afghanistan e la madre italiana.

## Biografia
Joffrey iniziò la sua formazione nella danza a nove anni a Seattle come rimedio per l'asma sotto l'istruttrice Mary Anne Wells. Più tardi studiò danza classica e moderna a New York e fece il suo debutto nel 1949 con il coreografo francese Roland Petit e il suo Ballet de l'Opéra National de Paris. Dal 1950 al 1955 insegnò alla New York High School for the Performing Arts, dove mise in scena i suoi primi balletti. Fondò la Joffrey Ballet School a New York City nel 1953, dove rimane come organizzazione separata dalla Joffrey Academy of Dance di Chicago, che è la scuola ufficiale della Joffrey Ballet Company.
Come uno dei primi coreografi prolifici ad aver studiato sia la danza moderna che il balletto, la sua coreografia iniziò a creare l'ibrido tra moderno e balletto che è molto comune oggi. La sua coreografia combina perfettamente il preciso gioco di piedi, la precisione e la grazia del balletto classico con il floorwork, la destrezza della parte superiore del corpo e le emozioni primordiali della danza moderna.
Nel 1954 fondò la sua compagnia, che eseguì in anteprima Le bal masqué (Il ballo in maschera, 1954, con musiche del compositore francese Francis Poulenc) e Pierrot Lunaire (1955, musiche del compositore austriaco Arnold Schönberg). Tra gli altri lavori di Joffrey ricordiamo Gamelan (1962) e Astarte (1967), che era basato sulla musica rock con effetti speciali di illuminazione ed effetti cinematografici. Il pas de deux presenta un uomo che lascia il suo posto tra il pubblico per salire sul palco per una danza erotica con la "dea dell'amore tatuata".
Nel 1956 sei ballerini andarono in giro per il paese a bordo di una station wagon, esibendosi in ventitré spettacoli in undici stati. Questo fu il primo tour dei Robert Joffrey Studio Dancers, che presto si esibirono in India, Medio Oriente, Unione Sovietica e alla Casa Bianca.
Il Robert Joffrey Ballet fissò la propria residenza al New York City Center nel 1966, sostituendo il New York City Ballet e cambiando il suo nome in City Centre Joffrey Ballet. Nel 1982 trasferì le sue attività principali a Los Angeles e nel 1995 a Chicago. Nota per il suo repertorio sperimentale, la compagnia fu chiamata Joffrey Ballet di Chicago dopo il suo spostamento, ma da allora tornò ad essere chiamata semplicemente Joffrey Ballet. Oltre alle opere di Joffrey, il suo repertorio comprende molte opere di Gerald Arpino, coregista storico di Joffrey, compagno e infine direttore artistico emerito fino alla sua morte del 2008 e balletti commissionati da Joffrey a nuovi coreografi oltre ad opere di coreografi affermati come George Balanchine, Alvin Ailey e Twyla Tharp. Si vantava di creare un repertorio dinamico e diversificato, avvicinando per la prima volta coreografi di danza moderna come la Tharp e Ailey al balletto classico. Recuperò dei balletti classici del Ballet Russes ed il Joffrey Ballet fu la prima compagnia americana a eseguire il lavoro del coreografo danese August Bournonville.
Robert Joffrey si allontanò anche dal sistema di classificazione tradizionale in uso nella maggior parte delle compagnie di balletto, in cui la maggior parte dei ballerini conosce l'importanza dei ruoli che interpreteranno in base alla loro classifica. Optò invece per un gruppo d'insieme che poteva facilmente cambiare dentro e fuori dai ruoli principali, portando ad un più forte senso di unità.
Joffrey morì a New York di HIV/AIDS il 25 marzo 1988, all'età di 57 anni. È sepolto nella Cattedrale di Saint John the Divine. Inizialmente, per proteggere la reputazione della sua compagnia, i necrologi riportavano la causa della morte come un'insufficienza d'organo.

## Altri incarichi e premi
È stato copresidente dell'International Dance Committee con il direttore del Balletto Bol'šoj Yuri Grigorovich, membro del National Council of the Arts, giurato degli Hans Christian Andersen Dance Awards in Danimarca e ha vinto il Dance Magazine Award, il Capezio Award, e il New York City's Handel Medallion.
Joffrey è stato inserito nel National Museum of Dance's Mr. & Mrs. Cornelius Vanderbilt Whitney Hall of Fame nel 2000.